# Высокоатласские шильхские диалекты

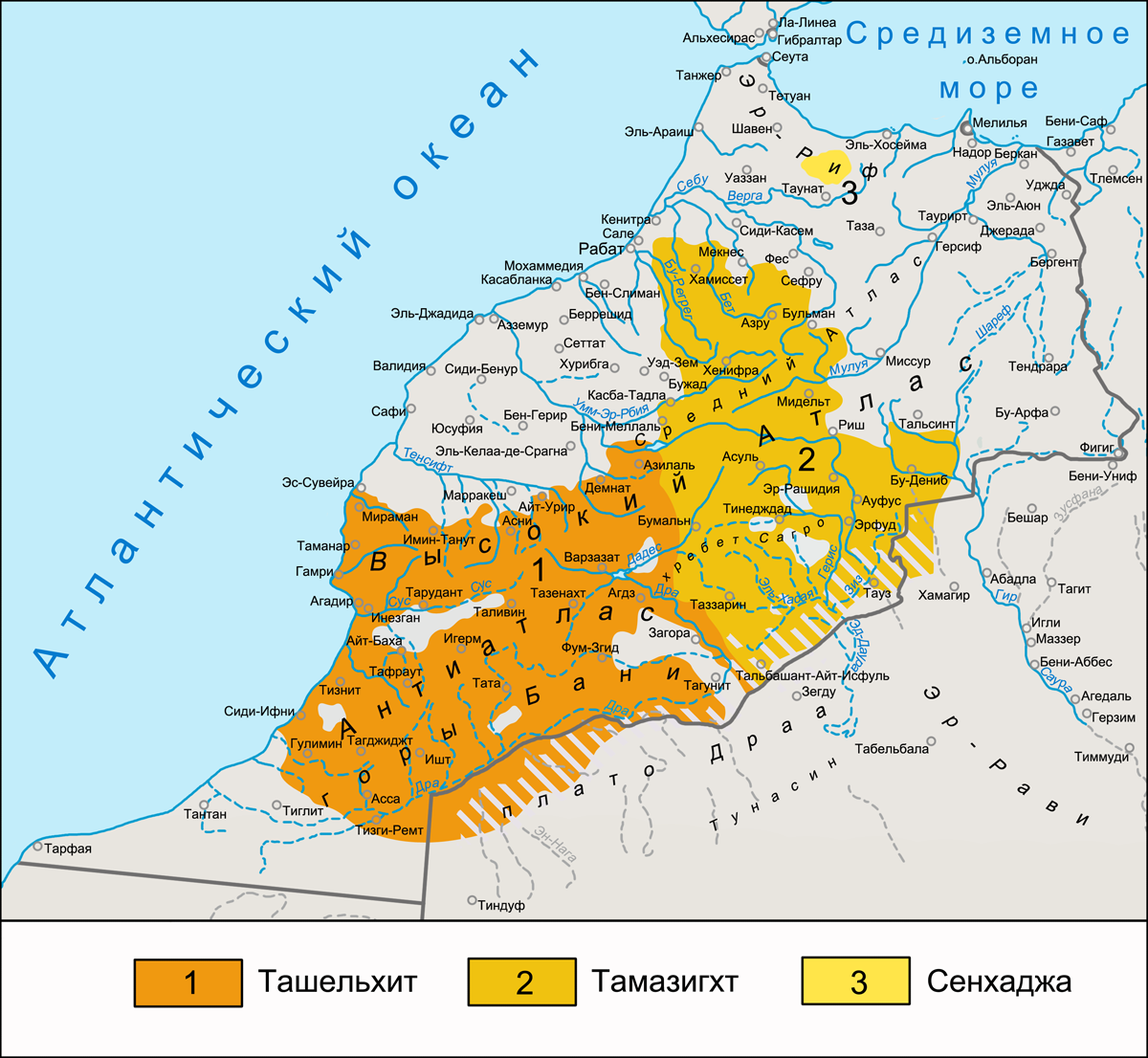
Ареал шильхских языков (ташельхит) на карте атласских языков

Высокоатла́сские ши́льхские диале́кты (также высокоатласский язык, высокоатласский шильхский язык, язык Высокого Атласа, шильхский язык Высокого Атласа; англ. High Atlas tashelhit, west haut-atlas) — диалекты шильхской подгруппы атласской группы северноберберской ветви берберо-ливийской семьи. Распространены в горных районах западной части Высокого Атласа к югу от города Марракеш. С севера ареал высокоатласских шильхских диалектов граничит с областью распространения арабского языка, с востока — с ареалами тамазигхтских диалектов — среднеатласскими, восточно-высокоатласскими и демнатскими, с юго-востока и юга — с ареалом сусских шильхских диалектов.
По данным лексикостатистики различия высокоатласской с сусской, антиатласской и южношильхской группами диалектов сравнимы с различиями между романскими языками, поэтому можно рассматривать высокоатласский как самостоятельный шильхский язык наряду с сусским, антиатласским и южношильхским языками, хотя традиционно в берберологии принято говорить об одном шильхском языке.

## Классификация
К высокоатласским шильхским относят следующие диалекты (как правило связанные с тем или иным шильхским племенем):
- Ихахан (также агадир н-игхир; англ. agadir, ihahan, ihaham, fishermen’s tashelhit, haha);
- Туггана;
- Игедмиун;
- Иметтуген;
- Имесфиуан;
- Ида у Танан;
- Ида у Зикки;
- Ида у Каис;
- Ида у Заль;
- Нтифа (также интифт; англ. ntifa);
- Аддар;
- Аит Иммур (англ. ait Immur)[~ 1];
- Имегхран (англ. imeghran);
- Диалект района Марракеша (англ. Marrakech).

Один из перечисленных диалектов — нтифа — упоминается в классификации шильхских языков (или диалектов) в статье «Берберо-ливийские языки» А. Ю. Милитарёва, опубликованной в лингвистическом энциклопедическом словаре; в классификации, представленной в работе С. А. Бурлак и С. А. Старостина «Сравнительно-историческое языкознание»; а также в работах А. Ю. Айхенвальд.